# Orthobula tibenensis
Orthobula tibenensis is een spinnensoort uit de familie van de Trachelidae.
De wetenschappelijke naam van de soort werd in 2001 gepubliceerd door J.L. Hu.